# غودزيلا (مسلسل)
غودزيلا (بالإنجليزية:Godzilla: The Series) مسلسل كرتوني أمريكي عرض لأول مره على قناة فوكس كيدز في الفترة من 12 سبتمبر 1998 - 22 أبريل 2000 ولقد تمت دبلجة المسلسل للغة العربية وتم عرضة على قناة ام بي سي ثري وعدة قنوات عربية.

## القصة
تبدأ أحداث المسلسل في أعقاب الدمار الذي خلفه مخلوق غودزيلا في مدينة نيويورك، كما رُوي في أحداث الفيلم السينمائي غودزيلا (1998). وبينما تعتقد السلطات والحكومة العالمية أن التهديد قد انتهى بموت المخلوق الأصلي، تنكشف الحقيقة المروعة: إحدى بيضات غودزيلا نجت من الدمار، وخرج منها نسل جديد، لكنه مختلف عن والده.
في اللحظات الأولى من المسلسل، يُكتشف هذا الصغير من قبل الدكتور نيكو تاتوبولوس، العالِم الذي قاد حملة القضاء على غودزيلا الأصلي. وخلافًا لما هو متوقع، لا يُهاجم المخلوق الجديد نيك، بل يراه كوالده أو مرشده الطبيعي، ويُظهر له الولاء والطاعة. هذا الحدث الاستثنائي يدفع نيك لتكوين فريق بحث علمي يُعرف باسم H.E.A.T (فريق التحليل البيئي والعلوم التطبيقية) هدفه مراقبة هذا الغودزيلا الجديد، ودراسة الظواهر البيولوجية الغريبة، ومواجهة التهديدات الكائنية الجديدة التي بدأت تظهر في أنحاء العالم.

### الفريق
يتكون الفريق من مجموعة متنوعة من العلماء والجنود والمتخصصين:
- الدكتور نيك تاتوبولوس: القائد والعالم البيولوجي المتخصص في الطفرات الجينية.
- الدكتورة إلسي تشابمان: عالمة نفس الحيوان.
- الدكتور مندل كرافن: مهندس إلكتروني ومخترع يعاني من رهبة اجتماعية.
- راندي هيرنانديز: خبير حواسيب مراهق سريع البديهة.
- مونيك دوبري: عميلة فرنسية من المخابرات الفرنسية (DGSE) أُرسلت لمراقبة غودزيلا، لكنها سرعان ما تنضم إلى الفريق.
- لاحقًا، ينضم إلى الفريق أيضًا الرائد أنتوني هيكس من الجيش الأميركي، ليكون حلقة الوصل مع السلطات العسكرية.

### الغودزيلا الجديد

الغودزيلا الجديد يتميّز عن والده بأنه أكثر ذكاءً، أسرع، وأكثر ارتباطًا بالبشر. يحتفظ بقوة نارية شديدة على شكل نفَس ذري، لكن الأهم من ذلك، أنه يُظهر درجة من التمييز الأخلاقي، فلا يهاجم إلا الكائنات التي تهدد الأرض أو البشر، ويُدافع بشراسة عن فريق H.E.A.T باعتبارهم عائلته البشرية.
يصبح غودزيلا بذلك حاميًا غير رسمي للأرض من تهديدات بيولوجية ومسوخ غير طبيعية بدأت في الظهور حول العالم، نتيجة تسرب المواد النووية، أو الطفرات الجينية، أو التجارب العلمية الفاشلة، أو حتى الغزو الفضائي.

### التهديدات المتعددة
في كل حلقة تقريبًا، يواجه الفريق تهديدًا جديدًا – مخلوقًا ضخمًا (Kaiju) أو عدوًا بيولوجيًا متحولًا، أو ظاهرة طبيعية خارجة عن السيطرة. من بين هذه التهديدات:
- الحيوانات المتحولة: مثل العناكب العملاقة، الطيور الزاحفة، والزواحف ذات القدرات العقلية المتقدمة.
- كائنات فضائية: بينها غزاة يسعون لاستعباد الأرض عبر طفرات بيوكيميائية.
- تجارب علمية خارجة عن السيطرة: مثل إنسان آلي عملاق بُني من الحمض النووي الحيواني، أو نباتات آكلة للبشر.
- الخصوم البشريون: مثل كاميرون وينتر، المليونير العبقري الذي يسعى للسيطرة على غودزيلا واستخدامه لأغراض تجارية وعسكرية.

## الشخصيات والممثلون
| الشخصية                          | مؤدي الصوت      | عدد الحلقات | سنوات الظهور |
| -------------------------------- | --------------- | ----------- | ------------ |
| الدكتور نيك تاتوبولوس            | إيان زيرينغ     | 40 حلقة     | 1998–2001    |
| راندي هيرنانديز                  | رينو رومانو     | 40 حلقة     | 1998–2001    |
| الدكتورة إلسي تشابمان            | خيرية جيمس      | 40 حلقة     | 1998–2001    |
| الدكتور مندل كرافن               | مالكولم داناري  | 40 حلقة     | 1998–2001    |
| مونيك دوبري                      | بريجيت باكو     | 39 حلقة     | 1998–2001    |
| الرائد أنتوني هيكس               | كيفن دان        | 20 حلقة     | 1998–2000    |
| أودري تيموندز                    | باجيت بروستر    | 11 حلقة     | 1998–2001    |
| فيكتور "أنيمال" بالوتي           | جو بانتوليانو   | 8 حلقات     | 1998–2001    |
| الدكتور هانز سوبلر               | سكوت موسينسون   | 3 حلقات     | 1999         |
| الدكتور تيد هوفمان               | باتريك لابيورتو | 3 حلقات     | 1999         |
| كاميرون وينتر                    | ديفيد نيوسوم    | 3 حلقات     | 1998–2000    |
| لورانس كوهين                     | تيت دونوفان     | حلقة واحدة  | 1998         |
| العقيد تشارلز تارينجتون          | مايكل تشيكليس   | حلقة واحدة  | 2000         |
| ليفياثان الفضائي / كابتن السفينة | رون بيرلمان     | حلقة واحدة  | 1998         |
| عمدة إيبرت                       | مايكل ليرنر     | 3 حلقات     | 1998–1999    |
| كارل جوزيفسن / مذيع              | كلانسي براون    | حلقتان      | 1999         |
| الدكتورة كانديس كيرك             | سوزان أيزنبرغ   | حلقة واحدة  | 2000         |

## روابط خارجية
- غودزيلا على موقع IMDb (الإنجليزية)
- غودزيلا على موقع ميتاكريتيك (الإنجليزية)
- غودزيلا على موقع روتن توميتوز (الإنجليزية)
- غودزيلا على موقع فيلمافينيتي (الإسبانية)
- غودزيلا على موقع كينوبويسك (الروسية)
- غودزيلا على موقع ألو سيني (الفرنسية)
- غودزيلا على موقع قاعدة بيانات الفيلم (الإنجليزية)